# Monte Cervati
Il Monte Cervati  è un monte dell'Appennino lucano di 1899 m s.l.m. situato in provincia di Salerno.
È la maggiore vetta del Cilento, nonché una fra le più elevate della Campania per altitudine, superata soltanto dalla Punta Giulia (1917 m s.l.m.) de La Gallinola, localizzata nel massiccio del Matese presso il confine con il Molise, oltre che da La Gallinola stessa (1923 m s.l.m.) che, però, è in condivisione con il Molise.

## Geografia

### Posizione
Situato al centro-sud del Parco nazionale del Cilento e Vallo di Diano, nella grande area forestale di Pruno, si trova principalmente nei comuni di Piaggine e Sanza. Il corpo montuoso tocca anche il comune di Monte San Giacomo.
Nei pressi della cima, a devozione della Madonna della Neve si trovano un piccolo santuario, a 1.852 m nel comune di Sanza, ed una cappella situata in una grotta naturale, a 1.830 m nel Comune di Piaggine.

### Sorgenti fluviali e monti vicini
Da questo monte sorge il fiume Calore.
I monti che lo circondano sono, partendo da sud e procedendo in senso antiorario, il Faiatella (1.710 m), la Raia del Pedale (1.521 m), il Cariusi (1.400 m), il Gerniero (1.246 m), il Cerasuolo (1.400 m) e la Raialunga (1.405 m).
Tra il Cervati e gli Alburni si trova anche il Monte Motola con tre cime principali: il Motola propriamente detto (1700 m), punto trigonometrico, la cima senza nome alta 1727 m posta a SE, e la cima Est alta 1743 m, punto culminante dell'intero massiccio.
Tra il Cervati e il monte Faiatella è da menzionare la Cima di Mercori alta 1789 m, che pertanto è da considerarsi la seconda vetta del Cilento.